# 埃坦皮
埃坦皮（法語：Estaimpuis，法語發音：[etɛ̃pɥi] 或 [etɛ̃pwi]）是比利时瓦隆大区埃諾省图尔奈-穆斯克龙区的一个市镇，西与法国接壤，是比利时法语社群的一部分，人口10,424人（2018年1月1日）。

## 地名
该地名“Estaimpuis”的发音为[etɛ̃pɥi] 或 [etɛ̃pwi]，两个字母“s”皆不发音，《世界地名翻译大辞典》和《世界地名译名词典》中将其误译作“埃斯坦皮”。